# 71e brigade de chasseurs
Pour les articles homonymes, voir 71e brigade.
La 71e brigade de chasseurs (en ukrainien : 71-ша окрема єгерська бригада, romanisé en 71-sha okrema yeherska bryhada, abrégé en 71 ОЄБр ; numéro d'unité militaire A4030) est une grande unité d'infanterie motorisée de l'Armée de terre ukrainienne.

## Historique
La 71e brigade de chasseurs est créée le 8 avril 2022, dans le cadre du développement des forces armées ukrainiennes en réaction à l'invasion de l'Ukraine par la Russie. D'abord une unité du corps de réserve, spécialisée dans les milieux difficiles comme les zones forestières et marécageuses, elle passe ensuite dans les Forces d'assaut aérien ukrainiennes, mais ne peut combattre que comme infanterie motorisée.
Elle est engagée en septembre 2022, dans la contre-offensive à l'est de Kharkiv, où ses unités franchissent le Donets se sont frayées un chemin vers jusqu'à Balaklia.
Elle participe ensuite à la bataille de Bakhmout.
En septembre 2023, elle est engagée lors de la contre-offensive ukrainienne près de Robotyne et Verbove (oblast de Zaporijjia) où elle tente sans succès de concrétiser la brèche de Robotyne. A partir janvier 2024, elle vient renforcer front d'Avdiïvka. 

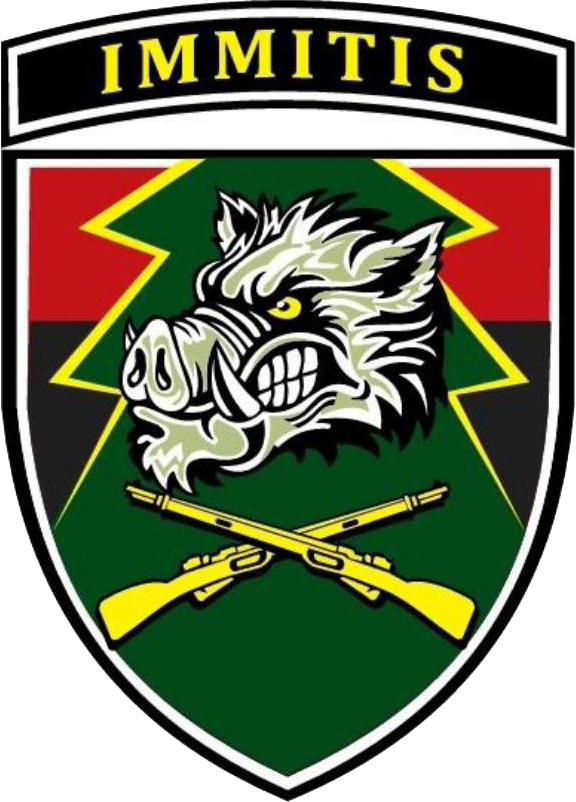
Immitis signifie Impitoyable en latin.

Malgré les dénégations du milliardaire américain Elon Musk, la 71e brigade de chasseurs de l'armée ukrainienne confirme, en février 2024, que le réseau Starlink est utilisé par l'armée russe.

## Composition
- État-major de la brigade, avec la compagnie de protection du QG ;
- 1re bataillon d'opérations spéciales (aéromobile : 1-й загін спеціального призначення) ;
- 2e bataillon d'opérations spéciales (aéromobile) ;
- 3e bataillon d'opérations spéciales (aéromobile) ;
- compagnie d'opérations spéciales de l'OUN ;
- groupe d'artillerie de la brigade :
  - division[4] d'artillerie tractée ;
  - division d'artillerie tractée ;
  - division d'artillerie tractée ;
  - batterie de missiles antichars ;
  - batterie de mortiers ;
- compagnie antiaérienne ;
- compagnie de reconnaissance ;
- compagnie du génie ;
- compagnie logistique ;
- compagnie de soutien aéroportée ;
- compagnie de maintenance ;
- compagnie de tireurs d'élite ;
- compagnie de transmissions ;
- compagnie de guerre électronique ;
- compagnie médicale (soins et évacuation) ;
- compagnie de protection NBC[5].